# WLTP
WLTP is de afkorting van Worldwide harmonized Light vehicles Test Procedure, een richtlijn die de wereldwijd geharmoniseerde standaard beschrijft voor het bepalen van voertuigemissies, brandstofverbruik en elektrisch bereik van lichte voertuigen (personenwagens en lichte bedrijfswagens).
De richtlijn wordt ontwikkeld door experts uit de EU, Japan en India, onder richtlijnen van het Europese economische commissie van de Verenigde Naties (UNECE) World Forum for Harmonization of Vehicle Regulations. De WLTP is op 1 september 2017 ingegaan voor alle nieuwe automodellen, en verving hiermee de oudere NEDC. Voor bestaande modellen geldt deze verplichting vanaf 1 september 2018.

## Testprocedure
De testprocedure bevat voorschriften voor de omstandigheden voor dynamometertesten en wegweerstand, schakelen, voertuiggewicht (inclusief opties, lading en passagiers), brandstofkwaliteit, omgevingstemperatuur en bandenkeuze en -druk.
Afhankelijk van de voertuigklasse worden drie verschillende WLTC-testcycli toegepast, die worden bepaald door de vermogen-gewichtratio (PWr) in kW per ton:
- Klasse 1 – laag vermogen voertuigen met PWr ≤ 22
- Klasse 2 – voertuigen met 22 < PWr ≤ 34
- Klasse 3 – hoog vermogen voertuigen met PWr > 34

In elke klasse vertegenwoordigen verschillende rijtesten praktijkgebruik op stedelijke en niet-stedelijke wegen, autowegen en snelwegen. De duur van elk onderdeel is voor elke klasse hetzelfde, maar de acceleratie- en snelheidscurven zijn verschillend. Ook worden de rijtesten beperkt door de maximale snelheid Vmax.
Toegenomen variatie in handgeschakelde versnellingsbakken met 4, 5, 6 en 7 versnellingen maken het onmogelijk om vaste schakelmomenten in te bouwen. In plaats daarvan geeft de WLTP-testprocedure een rekenmethode voor het berekenen van de optimale schakelmomenten, waarbij rekening wordt gehouden met het voertuiggewicht en vermogenscurves bij normale snelheden voor een wijd spectrum aan toerentallen en motorvermogens op basis van de huidige technologie. Om praktijkgebruik en een efficiënte rijstijl te weerspiegelen wordt herhaald schakelen binnen 5 seconden eruit gefilterd.

## Verschil in uitkomsten
Volgens een inventarisatie van TNO komt de CO2-uitstoot berekend op basis van de WLTP gemiddeld 10% + 15 g/km hoger uit dan op basis van de Europese NEDC.